# Držatín

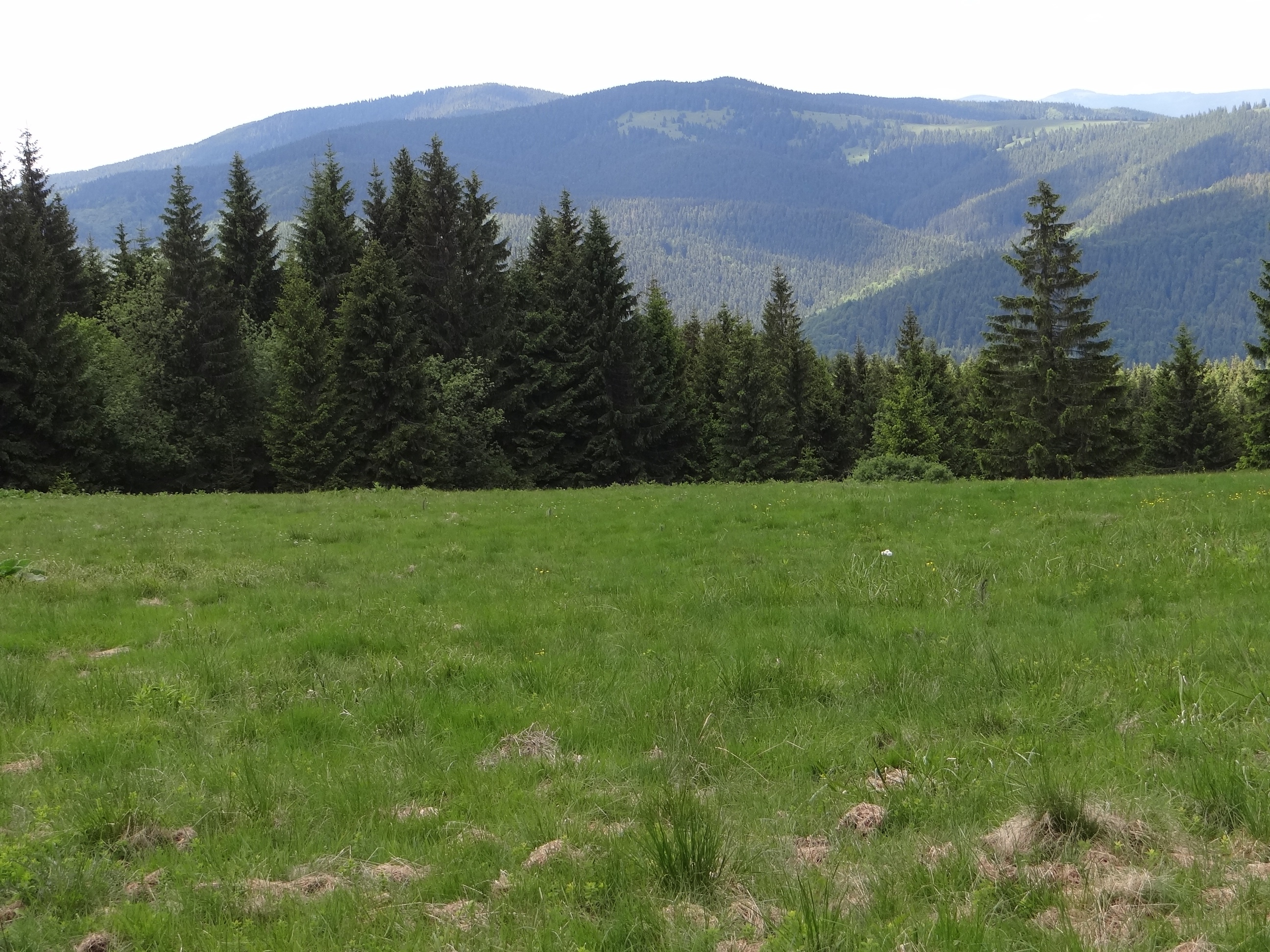
Widok z Mokradskiej Hali na Príslopec i Držatín

Držatín – duża hala na wschodnim grzbiecie Príslopca (1258 m) w Magurze Orawskiej na Słowacji. Ciągnie się od jego szczytu po wschodnie stoki wierzchołka 1128 m.
Przez Držatín prowadzi szlak turystyczny. Dzięki otwartym, trawiastym obszarom hala jest dobrym punktem widokowym.

## Szlaki turystyczne
Łokcza (Lokca) – Klinec – Dolina Grapa – Vasiľovska kaplnka – Zadná Macurka – Galanky – Kaňova jama – Držatín – Príslopec